# Klometiazol
Klometiazol (łac. clomethiazolum) – organiczny związek chemiczny z grupy tiazoli, krótko działający lek nasenny i uspokajający.

## Mechanizm działania
Klometiazol jest pochodną witaminy B1, działającą uspokajająco, nasennie i spazmolitycznie. Klometiazol charakteryzuje się innym mechanizmem działania niż barbiturany czy benzodiazepiny. Stwierdzono, że lek wzmacnia działanie neuroprzekaźników hamujących, przede wszystkim GABA i glicyny, nie wpływa jednak na acetylocholinę i adenozynę. Nasilenie działania GABA wiąże się z oddziaływaniem klometiazolu na receptory GABAA, związane z jego kanałami chlorkowymi. Lek wywiera również bezpośredni wpływ na kanały chlorkowe. Klometiazol nie wpływa na przekaźnictwo związane z aminokwasami pobudzającymi.

## Farmakokinetyka
Klometiazol z przewodu pokarmowego wchłania się szybko. Maksymalne stężenie w osoczu krwi występuje po ok. 90 minutach. Lek, zanim trafi do krążenia ogólnego, jest intensywnie metabolizowany w wątrobie. Biodostępność leku w przypadku podawania doustnego jest na ogół niewielka, a wpływ na nią ma zarówno stosowana dawka, jak i czynniki osobnicze. Dostępność biologiczna wyraźnie zwiększa się w przypadku osób chorych z marskością wątroby i jej niewydolnością. Schorzenia te mają również wpływ na okres półtrwania leku, który w takich przypadkach wynosi ok. 9 h (przy 4 h u zdrowych ochotników). Wydłużenie okresu półtrwania obserwuje się również u osób starszych. Ma to związek ze zwiększoną objętością dystrybucji.
Lek wydalany jest z moczem, głównie w postaci metabolitów. Jedynie mniej niż 1% podanej dawki wydalane jest w postaci niezmienionej.

## Wskazania
Klometiazol stosowany jest w leczeniu:
- delirium tremens i ostrych stanów abstynencji poalkoholowej
- stanów niepokoju, pobudzenia, splątania oraz zaburzeń snu u osób starszych.

## Przeciwwskazania
- nadwrażliwość na klometiazol lub jakikolwiek inny składnik preparatu
- ciężka niewydolność oddechowa
- ciąża i karmienie piersią (przeciwwskazania względne)

## Ostrzeżenia specjalne
1. Lek należy stosować bardzo ostrożnie u chorych cierpiących na przewlekłą niewydolność oddechową.
2. Pacjenci cierpiący na umiarkowane i ciężkie schorzenia wątroby powinni być pod ścisłą obserwacją lekarza. Lek może bowiem maskować początkowe objawy śpiączki wątrobowej.
3. Lek należy ostrożnie podawać chorym z zaburzeniami pracy nerek.
4. Lek może powodować uzależnienie psychiczne lub fizyczne. Klometiazolu nie należy przepisywać chorym, którzy mogą zacząć samodzielnie zwiększać dawki, bez uprzedniej konsultacji z lekarzem, oraz chorym, u których stwierdzono skłonność do uzależnień.
5. Podczas leczenia klometiazolem nie można spożywać alkoholu, istnieje bowiem ryzyko śmiertelnego zahamowania układu oddechowego.
6. Klometiazol służy do krótkookresowego leczenia bezsenności. Należy poinformować chorego o konieczności przerywania leczenia co pewien czas w celu uniknięcia objawów odstawiennych.
7. Odnotowano tylko jeden przypadek ciężkiej bradykardii u chorego leczonego propranololem i klometiazolem. Należy jednak zachować dużą ostrożność przy jednoczesnym podawaniu tych dwóch leków.
8. Lek wpływa na sprawność psychoruchową. Należy więc unikać obsługiwania maszyn i kierowania pojazdami podczas leczenia klometiazolem.

## Interakcje
Klometiazolu nie należy stosować razem z pochodnymi benzodiazepiny. Odnotowano jeden przypadek zgonu z powodu zapaści krążeniowo-oddechowej u pacjenta leczonego tymi dwoma substancjami. Cymetydyna może hamować metabolizm klometiazolu, a tym samym przyczyniać się do wzrostu jego stężenia we krwi. Klometiazol, jako inhbitor izoenzymu CYP2E1, zwiększa stężenie leków metabolizowanych przy udziale CYP2E1. Karbamazepina zmniejsza biodostępność klometiazolu, należy więc rozważyć zwiększenie jego dawki.

## Działania niepożądane
Występują u 13% chorych i nie mają nasilonego charakteru. W większości przypadków ustępują w trakcie leczenia. Najczęściej pojawiają się podrażnienie błon śluzowych górnych dróg oddechowych z nadmiernym wydzielaniem śluzu oraz spojówek z łzawieniem. Wystąpić mogą również:
- zaburzenia przewodu pokarmowego (bóle brzucha, nudności, biegunka)
- bóle głowy
- skórne reakcje alergiczne
- zwiększenie aktywności aminotransferaz
- zwiększenie wydzielania śluzu w górnej części układu oddechowego.

Bardzo rzadko wystąpić może wstrząs anafilaktyczny lub niedociśnienie. U osób starszych lek może wykazywać działanie silniejsze od zamierzonego lub paradoksalnie powodować pobudzenie.
Klometiazol charakteryzuje się znacznym potencjałem uzależniającym. Nagłe odstawienie może wiązać się z ryzykiem wystąpienia objawów abstynencyjnych (także drgawek). Może upośledzać zdolność do prowadzenia pojazdów i obsługi urządzeń mechanicznych.

## Przedawkowanie
Istnieją doniesienia o kilku zgonach spowodowanych przedawkowaniem leku. Szacuje się, że dawka 10 g połączona z alkoholem, który powoduje zwiększenie toksyczności klometiazolu, może spowodować śmierć. Charakterystycznymi objawami przedawkowania są: zwiększenie wydzielanie śliny, zwężenie źrenic, omamy, majaczenie, nadmierne pobudzenie. Razem ze wzrostem hamującego działania na układ nerwowy dochodzi do utraty przytomności, a następnie do śpiączki. Pozostałymi objawami przedawkowania mogą być:
- niewydolność oddechowa, zatrzymanie oddechu
- obrzęk płuc
- nadmierny spadek ciśnienia krwi wskutek rozszerzenia naczyń krwionośnych
- hipowolemia
- niewydolność serca
- skąpomocz lub bezmocz
- hipotermia.

Leczenie należy zacząć od płukania żołądka i podania węgla aktywowanego. Następnie należy dokładnie monitorować stan chorego i w razie potrzeby wdrożyć leczenie objawowe. Nie ma specyficznego antidotum na zatrucia klometiazolem.

## Preparaty
- Heminevrin – kapsułki 300 mg (w postaci etanodisulfonianiu)